# Língua toraja sa'dan
Toraja-Sa’dan é uma língua austronésia de Sulawesi Oeste, Indonésia. Seu nome Tae é compartilhado com a língua Toraja leste. Tem outros nomes, tais como Sadan, Sadang, Toraja Sul, Sa'dan, Ta'e, Tae 'Toradja e Toraja.

## Escrita
A língua Toraja-Sa’dan usa o alfabeto latino ensinado por missionários com as 5 tradicionais vogais e 15 consoantes (não se usam C, D, F, H, J, Q, V, Z) e ainda as formas ? e Ng;